# Turkmenistan ved OL
Turkmenistan  deltog første gang i olympiske lege som selvstændig nation under Sommer-OL 1996 i Atlanta, og har deltaget i samtlige efterfølgende sommerlege. Tidligere deltog udøvere fra Turkmenistan som en del af Sovjetunionen (1952–1988) og SNG (1992). De har aldrig deltaget i vinterlege. Turkmenistan har aldrig vundet nogen medalje.

## Medaljeoversigt
| Turkmenistans medaljer under de olympiske sommerlege | Turkmenistans medaljer under de olympiske sommerlege | Turkmenistans medaljer under de olympiske sommerlege | Turkmenistans medaljer under de olympiske sommerlege | Turkmenistans medaljer under de olympiske sommerlege | Turkmenistans medaljer under de olympiske sommerlege |
| ---------------------------------------------------- | ---------------------------------------------------- | ---------------------------------------------------- | ---------------------------------------------------- | ---------------------------------------------------- | ---------------------------------------------------- |
| Lege                                                 | Guld                                                 | Sølv                                                 | Bronze                                               | Totalt                                               | Rang                                                 |
| 1952–1988                                            | som en del af Sovjetunionen                          | som en del af Sovjetunionen                          | som en del af Sovjetunionen                          | som en del af Sovjetunionen                          | som en del af Sovjetunionen                          |
| 1992 Barcelona                                       | som en del af SNG                                    | som en del af SNG                                    | som en del af SNG                                    | som en del af SNG                                    | som en del af SNG                                    |
| 1996 Atlanta                                         | 0                                                    | 0                                                    | 0                                                    | 0                                                    | –                                                    |
| 2000 Sydney                                          | 0                                                    | 0                                                    | 0                                                    | 0                                                    | –                                                    |
| 2004 Athen                                           | 0                                                    | 0                                                    | 0                                                    | 0                                                    | –                                                    |
| 2008 Beijing                                         | 0                                                    | 0                                                    | 0                                                    | 0                                                    | –                                                    |
| 2012 London                                          | 0                                                    | 0                                                    | 0                                                    | 0                                                    | –                                                    |
| 2016 Rio de Janeiro                                  | 0                                                    | 0                                                    | 0                                                    | 0                                                    | –                                                    |
| 2020 Tokyo                                           |                                                      |                                                      |                                                      |                                                      | –                                                    |
| Totalt                                               | 0                                                    | 0                                                    | 0                                                    | 0                                                    |                                                      |